# Rod Richards
Pour les articles homonymes, voir Richards.
Roderick Richards (12 mars 1947 - 13 juillet 2019) est un homme politique britannique. Il est conservateur avant de rejoindre l'UKIP en 2013. Il est député conservateur de Clwyd North West, au Pays de Galles, de 1992 à 1997, lorsqu'il perd son siège face au Parti travailliste. Il est également le premier leader des conservateurs gallois en 1999, après avoir été élu membre de l'Assemblée pour le nord du Pays de Galles.

## Jeunesse
Richards est né à Llanelli de Ivor George Richards et Lizzie Jane Richards (née Evans). Richards, qui parle gallois, fait ses études au Llandovery College et à l'Université de Swansea, où il obtient un diplôme de première classe en économie et en statistiques. Le 22 septembre 1969, il commence sa formation d'officier des Royal Marines, qu'il ne termine pas et n'a donc jamais été affecté au Corps. Il fait partie du personnel du renseignement du ministère de la Défense et travaille comme prévisionniste économique . Richards, à un moment donné, travaille pour le MI-6 .
Richards s'est fait connaître pour la première fois dans le public dans les années 1980 en tant que lecteur de nouvelles en gallois pour BBC Wales.

## Carrière politique

### Parlement britannique
Il tente d'entrer au parlement aux élections générales de 1987, se présentant sans succès pour le siège de Carmarthen, abandonnant son travail à la BBC pour cela. Il échoue à nouveau deux ans plus tard lors d'une élection partielle pour le Vale of Glamorgan, abandonnant à nouveau son travail de radiodiffuseur, mais aux élections générales de 1992, il est élu membre du Parlement pour la circonscription de Clwyd North West. Pendant le gouvernement de John Major, il est nommé Secrétaire parlementaire privé au ministère des Affaires étrangères et du Commonwealth en 1993 et ministre junior du Bureau gallois en 1994, mais il est contraint de démissionner en 1996 à la suite de la révélation d'une liaison extra-conjugale.
Il fait plusieurs tentatives de retour au Parlement, mais ne réussit pas à obtenir la candidature pour Clwyd West avant les élections générales de mai 2001, et est signalé comme étant à la recherche de plusieurs sièges conservateurs «sûrs» en Angleterre .

### Assemblée nationale du Pays de Galles
Bien que battu à son siège de circonscription lors des premières élections à l'Assemblée galloise en 1999, il est élu en tant que candidat principal sur la liste régionale des conservateurs. Il est élu leader du parti conservateur gallois, battant Nick Bourne, qui est le candidat de William Hague pour le poste. Richards démissionne de son poste de leader après avoir été accusé d'avoir infligé des blessures graves à une jeune femme. Il est innocenté de l'agression en juin 2000.
Richards est exclu du groupe conservateur à la suite de sa décision de s'abstenir plutôt que de voter avec ses collègues conservateurs contre le budget de l'Assemblée à la fin de 1999. Il continue à siéger à l'Assemblée, en tant que «conservateur indépendant» jusqu'en septembre 2002, date à laquelle il démissionne de son poste de membre de l'Assemblée après avoir été mis en faillite .
Richards et son successeur, Nick Bourne, sont connus pour se détester. Dans une interview, Richards déclare qu'il envisagerait de s'opposer à Bourne si ce dernier se présentait comme commissaire de police . Lorsque Bourne perd son siège aux élections de l'Assemblée de 2011, Rod Richards est cité dans le Western Mail en disant: "Cela a été une semaine formidable, Ben Laden dimanche Bourne vendredi." Oussama ben Laden avait été tué par les forces spéciales américaines dans les jours précédant le jour du scrutin .
Nommé leader du parti par William Hague, Bourne refuse de donner un portefeuille à Richards lors de son remaniement du 25 août, le laissant comme le seul député d'arrière-ban conservateur gallois .
En juillet 2013, Richards fait défection à l'UKIP, après avoir été «désillusionné par les grands partis» ,.

## Vie privée
Richards est marié à une psychologue, Liz, jusqu'à leur divorce, après les révélations en juin 1996 de son aventure extra-conjugale . Le couple a trois enfants.
À la Haute Cour de Londres en février 2003, Richards est déclaré en faillite avec des dettes estimées à plus de 300 000 £.
Il est décédé d'un cancer le 13 juillet 2019 à l'âge de 72 ans .